# Tillabéri (regio)

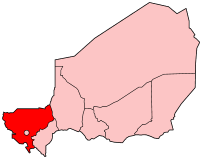
Ligging van Tillabéri in Niger

Tillabéri of Tillabéry is een van de zeven regio's van Niger. Het heeft een oppervlakte van 89.623 km² en heeft 2.041.876 inwoners (2004). De hoofdstad is de gelijknamige stad Tillabéri.